# Diomede
Diomede is een plaats (city) in de Amerikaanse staat Alaska, en valt bestuurlijk gezien onder Nome Census Area. In feite ligt de plaats op een klein eiland tussen Alaska en Siberië in de Beringstraat: Klein Diomedes.

## Demografie
Bij de volkstelling in 2000 werd het aantal inwoners vastgesteld op 146.
In 2006 is het aantal inwoners door het United States Census Bureau geschat op eveneens 146.
In november 2009 was er uitbraak van de Mexicaanse griep, er werd vermoed dat alle inwoners de griep hadden.

## Geografie
Volgens het United States Census Bureau beslaat de plaats een oppervlakte van
7,4 km², geheel bestaande uit land.

## Plaatsen in de nabije omgeving
De onderstaande figuur toont nabijgelegen plaatsen in een straal van 128 km rond Diomede.